# Polygonum longiocreatum
Polygonum longiocreatum là một loài thực vật có hoa trong họ Rau răm. Loài này được Bartlett miêu tả khoa học đầu tiên năm 1907.